# Nicholas Blake (Spooks)
Nicholas Blake MP es un personaje de ficción de la serie británica basada en el MI5, Spooks. Blake fue interpretado por el actor Robert Glenister del 2006 hasta el 20 de septiembre de 2009.

## Biografía
Nicholas es el ministro del gobierno británico y muy buen amigo de Harry, cuando este se entera de que Nicholas es un traidor y es el responsable del bombardeo que ocasionó la muerte del ministro Andrew Lawrence y de su oficial Ros Myers lo visita en su casa y lo envenena.

## Temporadas 5&6
Blake regularmente está en contacto con Harry Pearce, en relación con la Seguridad Nacional.
Su primera aparición fue como miembro del Consejo de Seguridad, junto con la Coordinadora de Asuntos de Seguridad Nacional, Juliet Shaw. Durante este episodio se opone a los planes de Michael Collingwood, un alto agente del MI6, que estaba dispuesto a dirigir un golpe de Estado. Collingwood fue el encargado de plantar una bomba en el coche de Blake aunque sin éxito, ya que sorbrevivió al intento de asesinato.
Al comienzo de la 6.ª temporada aparece de nuevo, cuando ordena bajo información falsa proporcionada por Bon Hogan la explosión del Tehran, el cual creía que contenía un virus. Poco tiempo después de que el virus biológico fuera liberado en el tren, este infectó a un hombre llamado Mehan Asnik, quien fue traído de vuelta al Reino Unido.
Más tarde aparece de nuevo cuando ordena el falso asesinato de la Section D, para mantener al equipo ocupado, mientras que su asesor político, Jason Belling le asegura al cónsul iraní Bakshi, acerca de la muerte del equipo; Belling lo convence de comprar reactores nucleares seguros, en donde no se pueden hacer bombas nucleares.

## Temporada 7
Durante el tercer episodio aparece de nuevo cuando la Section D trata de encontrar a la célula activa del Al-Qaeda, que  planea un ataque en contra de varios lugares de Londres, en especial en los mercados. Blake al principio se niega a marcar dicha amenaza como una de nivel nacional, señalándo que el público británico en estos momentos necesitaban de buenas noticias ya que estaba pasando por una crisis financiera.
Harry le dice a Ros Myers que Blake es extremadamente patriótico y que está muy orgulloso de ser británico. Después de que la crisis de Al-Qaeda es resuelta, Blake se reúne con Sir Richard, el nuevo jefe de Harry y Ros; quien intenta convencer a Ros de volverse un chivo expiatorio. Esto impresiona a Blake quien accede a elevar el nivel de amenaza nacional a severa; al final del episodio es visto agradeciéndole al MI5 por haber detenido los ataques en contra de los civiles.
Durante el cuarto episodio se ve forzado a negociar con Al-Qaeda y libera a dos prisioneros de la cárcel de Guantamano Bay. Al final del episodio se encuentra viendo en la TV, como el restaurante de la cámara común es destruido por Al-Qaeda; sin embargo no hubo bajas ya que la gente que estaba adentro fue evacuada por el equipo antes de la explosión.
En el séptimo episodio es informado que Harry Pearce, supuestamente ha estado pasando secretos del servicio secreto a los rusos; en la sección es informado por el director general, Sir Richard Dolby acerca del supuesto engaño de Harry. Blake habla con él en el cuarto de interrogación y le dice que va a perder todo por su traición. Cuando Lucas North desmuestra la inocencia de Harry, este es puesto en libertad. Poco después se reúne con Blake y comparten un apretón de manos como signo de que esta todo bien.
Después de que el agente Ben Kaplan fuera asesinado cuando estaba tratando de detener a la analista Connie James de escapar; luego de descubrir que ella era la doble agente infiltrada en el MI5; Harry le recomienda a Blake que lo premie con la Orden al Servicio Distinguido.
En el octavo episodio Harry le dice a Blake acerca de una inminente amenaza nuclear rusa y con menos de tres horas le dice que espere una llamada telefónica a las 2:45 p. m. por parte de él o de alguien de la Sección. Harry le dice que si recibe esa llamada de inmediato que evacue el Parlamento, el Palacio de Buckingham y Whitehall.
Más tarde Blake recibe la llamada de Jo Portman, y después de una breve conversación Jo cuelga, de inmediato Blake llama a la Oficina del Gabinete y dice que esta invocanto el "Protocolo Landslide", el cual consiste en evacuar de emergencia al gobierno y a la familia real. Segundos después de terminar la llamada, comienzan a sonar las alarmas dentro del Home Office para que el personal sea evacuado, se le ve por última vez sentado en su escritorio, esperando que Harry encontrara la bomba a tiempo.

## Temporada 8
Al inició Ros Myers le pide ayuda a Nicholas para tratar de descubrir la verdad acerca de la desaparición de Harry; Blake le dice a Ros que ve a Harry como un amigo pero que no puede hacer lo que ella le pide que haga.
Tras los acontecimientos del segundo episodio Blake y Harry investigan la información de que Oficiales corruptos de Inteligencia se habían reunido en Basilea.
En el sexto episodios se ve obligado a renunciar, cuando la Operación Nightingale, proporciona información falsa a los medios de comunicación de que tenía tratos con la Mafia. Aunque sus acciones ayudaron a evitar que Gran Bretaña se fuera a la quiebra, renunció tras una larga plática con Harry, quien le mostró su apoyo. Al final se ve a Blake tratando de llegar a su coche y siendo empujado por la prensa, luego se va.

## Temporada 9
Nicholas aparece en el primer episodio de la novena temporada y se revela que él es uno de los miembros con principales y con más rango en la operación "Nightingale", también se da a conocer que él fue quien ordenó el bombardeo del hotel durante la cumbre entre Pakistán y la India, causando la muerte de la oficial Ros Myers y del ministro Andrew Lawrence.
Cuando se entera de la participación de Nicholas, Harry Pearce lo visita en su casa de Escocia y lo envenena con whisky, lo cual causa que Nicholas muera de un ataque al corazón, sin embargo antes de morir Nicholas expresa pesar y tristeza por la muerte de Ros.